# Amtsgericht Stolpen
Das Amtsgericht Stolpen war ein Gericht der ordentlichen Gerichtsbarkeit und ein Amtsgericht in Sachsen mit Sitz in Stolpen.

## Geschichte
In Stolpen bestand bis 1879 das Gerichtsamt Stolpen als Eingangsgericht. Im Rahmen der Reichsjustizgesetze wurden 1879 im Königreich Sachsen die Gerichtsämter aufgehoben und Amtsgerichte, darunter das Amtsgericht Stolpen, geschaffen. Der Gerichtssprengel umfasste Stolpen mit Berghäusern, Rathsburglehn und Röthendorfer Anbau, Altstadt mit Berghäusern, Niederaltstadt und Zscheppa, Bühlau, Dittersbach mit Kleinelbersdorf, Dobra, Dürrröhrsdorf mit Dittersbacher Wiesenhäusern, Elbersdorf, Fischbach, Heeselicht, Hohburkersdorf, Kleinrennersdorf, Langenwolmsdorf mit Freigut und Amtsburglehen, Lauterbach, Neudörfel, Niederhelmsdorf mit neuem Anbau, Oberhelmsdorf, Porschendorf mit Bärreute, Rathewalde, Rennersdorf, Rückersdorf, Schmiedefeld mit Kleinschmiedefeld, Seeligstadt, Stürza, Wilschdorf, Zeschnig und das Fischbacher Forstrevier. Das Amtsgericht Stolpen war eines von 18 Amtsgerichten im Bezirk des Landgerichtes Bautzen. Der Amtsgerichtsbezirk umfasste danach 12.846 Einwohner. Das Gericht hatte damals eine Richterstelle und war eines der kleineren Amtsgerichte im Landgerichtsbezirk.

## Gerichtsgebäude

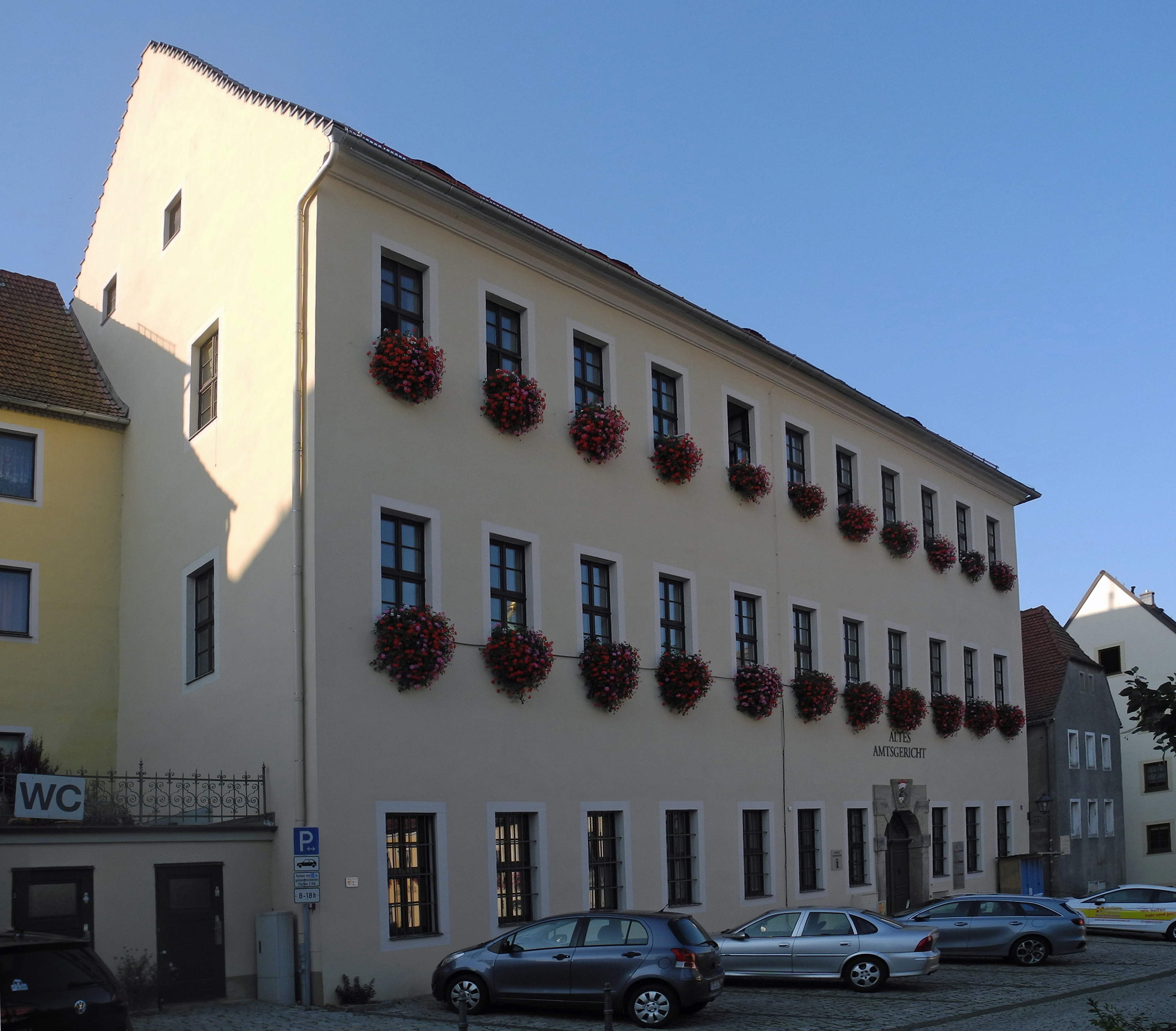
Ehem. Gerichtsgebäude (2020)

Das Amtsgericht nutzte das um 1680 erbaute Gebäude des Gerichtsamtes (Markt 26). Es handelt sich um einen platzbildbeherrschenden Bau mit schönem Rundbogenportal und Wappen. Es ist ortsgeschichtlich und baugeschichtlich von Bedeutung und steht daher unter Denkmalschutz.